# نيكا دالديروب
نيكا دالديروب (مواليد 29 نوفمبر 1998) هي لاعبة كرة طائرة هولندية تلعب حالياً في نادي فاكيف بنك  ومنتخب هولندا.